# Abbaye Notre-Dame du Sacré-Cœur de Mâcon
L’abbaye Notre-Dame du Sacré-Cœur de Mâcon, est une abbaye trappiste fondée en 1875 par des moniales venues de l'abbaye Notre-Dame de la Coudre dans un faubourg de Mâcon. Elle est fermée par l'expulsion de 1903.

## Fondation
L'abbaye est fondée en 1875 par les trappistines de abbaye Notre-Dame de la Coudre, à Laval. Elle s'établit au sud de la ville, dans le faubourg « Saint-Clément ».

## Productions
Durant le temps de leur présence à Mâcon, les religieuses vivent notamment de la production d'un fromage qu'elles nomment tout simplement le « Trappistine ».

## Vie de la communauté
En 1907, la communauté compte une cinquantaine de religieuses.

## Fermeture et exil de la communauté
L'expulsion des congrégations chasse les religieuses, qui obtiennent cependant un délai pour quitter la France. La communauté trouve refuge en 1908 au Brésil, à Tremembé ; néanmoins, comme pour les moines trappistes de Chambarand, également exilé dans le même pays, le manque de vocations locales incite les sœurs à revenir en Europe, plus précisément à Feluy, dans le refuge acheté pour elles par les moines du Mont des Cats. Enfin, le 15 juin 1932, elles choisissent de s'installer dans l'abbaye de Chambarand, où vingt-cinq anciennes religieuses de Mâcon constituent une communauté avec deux sœurs de Vaise (également fermée en 1904) et une vingtaine de Maubec, alors surpeuplée.

## Devenir de l'ancienne abbaye
Les bâtiments de l'abbaye sont rachetés et transformés notamment en maison d'habitation. En 1932, l'ancienne propriété des Trappistines est connue comme la « maison Hannezo ».